# Calophasia nigrata
Calophasia nigrata är en fjärilsart som beskrevs av Jean-Jacques Kieffer 1913. Calophasia nigrata ingår i släktet Calophasia och familjen nattflyn. Inga underarter finns listade i Catalogue of Life.